# 阿尔多·莫罗
阿尔多·莫罗（義大利語：Aldo Moro，1916年9月23日—1978年5月9日）意大利政治家，1963年至1968年及1974年至1976年两次出任意大利总理，是意大利在第二次世界大战后任职最长的总理之一，共任职六年多。
莫罗是意大利天主教民主党的重要领袖之一，他被看作是一名知识分子和尤其是在他自己党内的争论中，非常有耐心的中间派。
1978年3月16日他被左翼极端恐怖组织红色旅绑架，并于55天后被杀害。

## 早年生涯
莫罗出生于意大利萊切省马利耶。在法西斯主义后期他参加过法西斯的大学组织。他在巴里大学学法学，后来他自己在该大学任教授。1941年他成为天主教大学生联盟的主席，这是他政治生涯的开始。此后几年里他主要在巴里投身于学术生涯，并开办了一份杂志。该杂志一直发行到1945年。第二次世界大战后莫罗于1946年被选入宪法集会并在制定意大利宪法的过程中做出了自己的贡献。1948年他再次被选入议院，直到他被害为止他始终出任议员。

## 總理
作为议会联盟政府的首领，他曾经於1963年至1968年及1974年至1976年出任意大利总理，期間意大利政局相對穩定。在其總理任內，莫罗是对恩里科·贝林格提出的“历史性妥协”表示出最大关注的政治家。1976年意大利共产党在大选中获得了34.4%的选票后，共产党领导人贝林格建议共产党与天主教民主党在意大利面临巨大的经济、社会和政治危机的关头合作。莫罗当时是天民党的主席兼總理，在他的协助下最后双方终于找到了一条建立一个“国家团结”政府的方案。但莫罗因此下台，其總理職位由天民党内中间派人士朱利奥·安德烈奥蒂继任。

## 被绑架

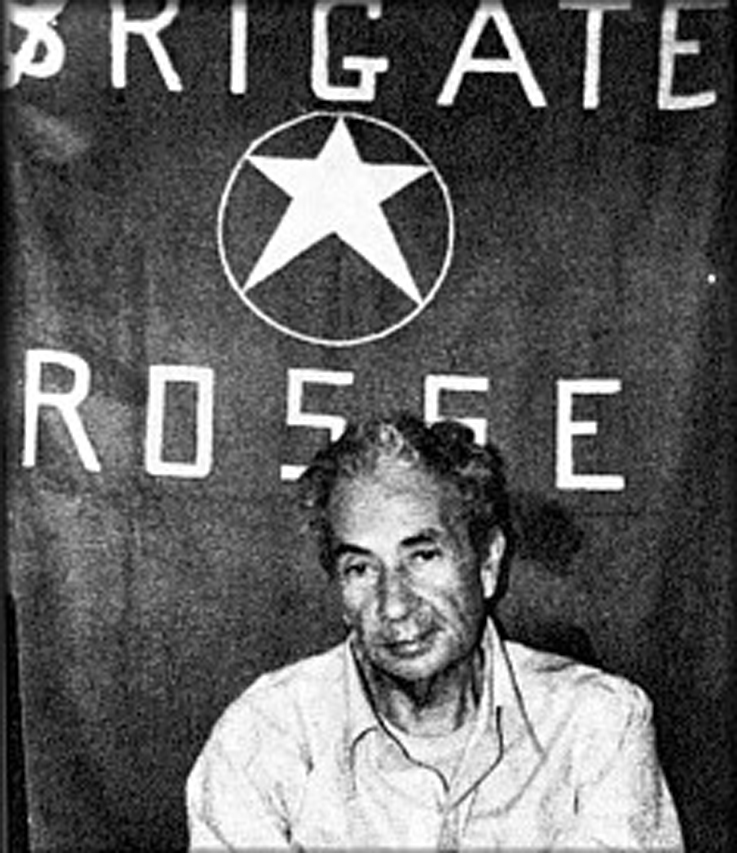
莫罗被红色旅绑架期间的照片

1978年3月16日，莫罗在罗马市的Fani街上被義大利極左組織红色旅绑架，该组织的领导人是马里奥·莫雷蒂，莫罗的五名保镖被杀。当时所有红色旅的建立成员均已被捕，因此绑架莫罗的组织被称为“第二代红色旅”。
莫罗当时正在去议会的路上，议会本来打算讨论对朱利奥·安德烈奥蒂领导的新政府进行信任投票的问题，安德烈奥蒂的政府将成为意大利历史上第一个受共产党支持的政府。该政府将成为莫罗历史性折衷的展想的首次实行。
莫罗被绑架后的数天，支持他的工会呼吁进行总罢工，警察在罗马、米兰、都灵和其它意大利城市里进行上百次搜查，寻找莫罗的踪迹。在莫罗被关押的两个月，他被允许给家里和其他政治家写信。虽然他的家庭、朋友和教宗保罗六世均呼吁政府与绑架者进行谈判，但是政府拒绝谈判。保罗六世甚至提出“用自己取代……莫罗……”在调查莫罗被绑案中，意大利宪兵将军卡罗·阿尔贝托·达拉·切萨对一些要求通过酷刑拷打来审问一名嫌疑犯的情报机关人员说：“意大利可以在丧失阿尔多·莫罗后存在。却无法在引入酷刑后幸存。”

### 谈判
红色旅要求用莫罗的命来交换一些被捕恐怖分子的释放。在他被关押期间，有人怀疑许多人知道他在哪里（罗马市的一宿舍中）。莫罗被绑后，政府立刻持非常强硬的“国家不屈服”于恐怖分子要求的立场。许多人把这个做法与1981年一名不那么重要的政治家西罗·西里罗（Ciro Cirillo）被绑时政府的态度进行对比。当时政府谈判了。但是西里罗是通过付钱被释放的，而不是通过释放被关押的恐怖分子。有人认为一些政治家，尤其是基民党的朱利奥·安德烈奥蒂把这件事看作一个机会，让恐怖分子杀害莫罗来摆脱掉一个政治竞争对手。
必须提到的是莫罗和安德烈奥蒂来自同一党派的不同派閥：左傾的莫罗把与意大利共产党看作一个机会，并且同情巴勒斯坦人的政治目的，而右傾的安德烈奥蒂则是一个由中央情报局支持的亲美大西洋主義者，他拒绝共产党执政，并亲极右翼和黑手党首领（黑手党帮助基民党在西西里岛和意大利南部获得了许多选票）。
4月2日罗马诺·普罗迪、马里奥·巴尔达萨利和博洛尼亚大学的一个人向警察报告说红色旅有一秘室，莫罗可能被关押在那里。奇怪的是普罗迪称他是在一次降神会和占卜板上听说这个秘室的。他说占卜板提供了維泰博、博赛纳和格拉里德（Gradoli）这三个名字。一般认为普罗迪这样说是为了试图掩藏他与极左人物的联系。

## 被害
莫罗被绑架和关押55天後，于5月9日在罗马或是罗马區域附近被害，終年62歲。他的屍體在自動車後車廂里发现，那辆车象征性地停在基民党和共产党总部之间。

## 被绑时的信件
在他被绑期间莫罗给基民党领导人和教宗保祿六世写过一些信。保祿六世后来亲自主持了莫罗的葬礼。这些信件在对于安德烈奥蒂关键的时候被密封了数十年，直到1990年代初才被公开。在他的信件里莫罗说国家的最重要的责任在于救命，政府应该答应他的绑架者的要求。大多数基民党领导人认为这些信件并不表达出莫罗本人的意愿，认为它们是被迫写的，因此拒绝任何谈判。这与莫罗的家庭的要求正好相反。教宗在他的呼吁中要求恐怖分子“无条件”释放莫罗。
有人怀疑莫罗在这些信中藏有密码的信息传给家庭和同事。此外有人怀疑这些信是否完整。意大利宪兵将军卡罗·阿尔贝托·达拉·切萨（后被黑手党谋杀）在恐怖分子在米兰使用的一幢房内发现了一些这些信件的拷贝，但是出于一些原因许多年后这些拷贝的存在才公布于众。

### 卡依塔尼大道
红色旅决定处决莫罗后他们把他装到车里，告诉他自己盖上一条毯子，说他们要把他转移到另一个地方去。他盖好毯子后他们向他射击了十发子弹杀害他。杀手是马里奥·莫雷蒂。他的尸体被留在车内，车被停到卡依塔尼大道（Via Caetani），这个地方位于基督教民主党和共产党总部之间，其距离离两处正好相等（41°53′42″N 12°28′42″E / 41.89500°N 12.47833°E）。这个记号是作为警告给所有像莫罗一样想要让共产党与第二次世界大战后意大利的主要执政党基督教民主党一起参加意大利政府的人的。莫罗的尸体被发现后意大利内务部长弗朗切斯科·科西加辞职，由此获得了共产党的信任。后来共产党使他成为首位由公民直接选举选出的意大利总统。

## 1979年安东尼奥·奈格里的被捕和释放
1979年4月7日，马克思主义哲学家安东尼奥·奈格里与其它组织的领导人同时被捕。一名与意大利共产党靠近的律师皮埃特罗·卡洛日洛（Pietro Calogero）指责该组织是意大利左翼“恐怖主义”的后台。安东尼奥·奈格里被告是红色旅首领，他计划和杀害阿尔多·莫罗以及策划颠覆政府。一年后他被判对莫罗的被害无关，几乎所有被告罪责全部因为缺乏证据而被推翻。
托马斯·舍汉在《纽约书评》中在奈格里被审时期写道：“奈格里在意大利有一定的名气，他被捕可以与十年前赫伯特·马尔库塞因被怀疑是地下氣象員的后台而被捕相比，不过这个对比不很完美。”
2003年亚历山大·斯梯勒在同一杂志中引用奈格里本人在莫罗被害一年后说的话指责奈格里虽然在法律上不对此时负责，但是在道德上有责任：
在我看来所有破坏和捣乱行动都标志着阶级团结……我的顾问导致的痛苦不影响我：无产阶级正义有自我肯定的建设性力量和逻辑推理的本能。
以及
对立过程趋于霸权，趋于摧毁和消灭对手……对手必须被消灭。

## 其它观点
关于莫罗之死还有许多其它理论。北大西洋公约组织指挥的角斗士行动也被指责。一度亲共产党的历史学家相信莫雷蒂是被意大利的角斗士行动使用来渗透红色旅，施行一个紧张战略。红色旅成员在他的书里称阿尔多·莫罗是角斗士的创立者。有迹象证明这个观点是正确的，即美国介入使用紧张战略，此外美国强烈反对这个逐渐出现的历史性的基民党和共产党联盟的外交政策是已知的，因为美国怕共产党进入意大利政府，怕这可能导致意大利退出北约，使得美国丧失其在地中海重要的基地。莫罗的妻子后来回忆莫罗与美国总统尼克松的顾问亨利·基辛格和一名未指明的美国情报官员会晤，该情报官员警告莫罗不要追随把共产党纳入他的内阁的政策。他对莫罗说：“你必须放弃把你们国家所有政治力量纳入直接合作的政策……否则的话你的代价将是非常大的。”据说莫罗被这个威胁非常震动以至于他病了，并威胁要退出政坛。

### 米诺·佩科瑞利1978年5月的文章
记者米诺·佩科瑞利认为阿尔多·莫罗被绑架是一个“透明的超级力量”指使的。在他在《政治观察》（Osservatorio politico）的文章中他认为卡罗·阿尔贝托·达拉·切萨得知了阿尔多·莫罗被关押的地方并通知了当时的内务部部长弗朗切斯科·科西加。但是他被下令不要按照这个信息行动。佩克瑞利还说当时切萨本人也处于危险当中。莫罗被害后佩科瑞利发表了一些机密文件，主要是莫罗写给他家里的信件。2003年5月《卫报》报道说佩科瑞利在1978年5月就已经发表了一篇很奥秘的文章，其中把莫罗之死与角斗士联系到一起。一年后米诺·佩科瑞利本人于1979年3月20日被谋杀。杀害佩克瑞利使用的弹药是一种非常少见的捣药，它与后来在意大利卫生部的地窖里发现的犯罪组织班达·得尔拉·马格里亚那的弹药库里发现的一样。一般认为佩克瑞利的被害直接与朱利奥·安德烈奥蒂有关。2002年朱利奥·安德烈奥蒂因谋杀罪被判24年徒刑，但这个判决于2003年被最高法院取消。

### 豺狼卡洛斯对安莎通讯社的叙述
2008年豺狼卡洛斯在他的监狱里接受意大利安莎通讯社采访时说，政府与红色旅已经达成了交换莫罗和释放数名红色旅成员的协议。按照该协议意大利对外情报机关、数名意大利官员和巴勒斯坦抵抗组织的人将护卫被释放的恐怖分子去某阿拉伯国家。但是这个计划破产，因为当飞机已经在贝鲁特跑道上时一名巴勒斯坦解放组织官员泄密警告了意大利对外情报机关内部亲北约派。负责这次行动的官员后来被内部审查和被迫辞职。
卡洛斯还说一开始绑架者除莫罗外还打算绑架工业家吉亚尼·阿涅利和一名最高法院法官。他对天主教教会愿意为莫罗付很高的赎金表示吃惊。

### “牺牲莫罗来保持意大利的稳定”
2006年在法国纪录片（阿尔多·莫罗的最后几天）中前美国外交部官员被采访。他被吉米·卡特总统作为“心理学专家”派到意大利内务部部长弗朗切斯科·科西加的“危机委员会”中。他说：
|  | 我们必须牺牲阿尔多·莫罗来保持意大利的稳定。 |

他补充说美国“利用了红色旅”，说决定让他被杀是在他被绑的四星期里做出的决定，因为莫罗在他的信件中开始透露国家机密。弗朗切斯科·科西加也承认危机委员会也释放了一个伪装为红色旅公布的假消息，说莫罗已死。

## 电影
关于莫罗被害的事件有一系列电影，它们的真实性不等：
- 《托多·莫多》（Todo modo，1975年），埃里奥·贝多利导演，其中总统角色显然是受到阿尔多·莫罗的启发塑造的，电影是根据莱奥纳多·莎沙的一部小说改编的。
- 《夺命追杀令》（Il caso Moro，1986年），吉安·马利亚·沃隆特饰阿尔多·莫罗。
- 《枪的年代》（Years of the Gun，1991年），约翰·弗兰肯海默导演
- （恶梦，1995年），纪录片，马可·贝罗奇奥导演
- 《五月广场》（Piazza Delle Cinque Lune，2003年），唐納·蘇澤蘭出演
- 《再见，长夜》（Buongiorno, notte，2003年），马可·贝罗奇奥导演，主要从一名绑架者的观点出发描述此事件
- （阿尔多·莫罗的最后几天）
- 《夜的表相（義大利語：Esterno notte (film)）》（2022年），马可·贝罗奇奥导演。

## 书籍
- Richard Drake. . 波士顿: 哈佛大学出版社. 1996年. ISBN 0674014812.